# Теорема Колмогорова о трёх рядах
Теорема Колмогорова о трёх рядах, названная в честь Андрея Колмогорова, в теории вероятностей задает критерий сходимости с вероятностью единица бесконечного ряда случайных величин через сходимость рядов, связанных с их распределениями вероятностей. Теорема Колмогорова о трёх рядах в сочетании с леммой Кронекера может быть использована для доказательства усиленного закона больших чисел.

## Определения
Пусть {\displaystyle c} — некоторая константа. Тогда
{\displaystyle \xi ^{c}={\begin{cases}\xi ,&|\xi |\leqslant c,\\0,&|\xi |>c.\end{cases}}}
{\displaystyle I} — индикатор на множестве значений случайной величины.

## Формулировка теоремы
Пусть {\displaystyle \xi _{1},\xi _{2}...} — последовательность независимых случайных величин. Для сходимости с вероятностью единица ряда {\displaystyle \sum \xi } необходимо, чтобы для любого {\displaystyle c>0} сходились ряды
{\displaystyle \sum \mathbb {E} \xi _{n}^{c},}
{\displaystyle \sum D\xi _{n}^{c},}
{\displaystyle \sum P(|\xi _{n}|\geqslant c)}
и достаточно, чтобы эти ряды сходились при некотором {\displaystyle c>0}.

## Доказательство

### Достаточность
По  теореме о двух рядах ряд {\displaystyle \sum \xi _{n}^{c}} сходится с вероятностью единица. Но если {\displaystyle \sum P(|\xi _{n}|\geqslant c)<\infty }, то по лемме Бореля — Кантелли с вероятностью единица {\displaystyle \sum I(|\xi _{n}|\geqslant c)<\infty }, а значит, {\displaystyle \xi _{n}=\xi _{n}^{c}} для всех {\displaystyle n}, за исключением, быть может, конечного числа. Поэтому ряд {\displaystyle \sum \xi } также сходится.

### Необходимость
Если ряд {\displaystyle \sum \xi _{n}} сходится, то {\displaystyle \xi _{n}\rightarrow 0} и, значит, для всякого {\displaystyle c>0} может произойти не более конечного числа событий {\displaystyle {|\xi _{n}|\geqslant c}}. Поэтому {\displaystyle \sum I(|\xi _{n}|\geqslant c)<\infty } и по второй части леммы Бореля — Кантелли {\displaystyle \sum P(|\xi _{n}|\geqslant c)<\infty }. Далее, из сходимости ряда {\displaystyle \sum \xi _{n}} следует и сходимость ряда {\displaystyle \sum \xi _{n}^{c}}. Поэтому по теореме о двух рядах каждый из рядов {\displaystyle \sum \mathbb {E} \xi _{n}^{c}} и {\displaystyle \sum D\xi _{n}^{c}} сходится.

## Следствие
Пусть {\displaystyle \xi _{1},\xi _{2}...} — независимые случайные величины с {\displaystyle \mathbb {E} \xi _{n}=0}. Тогда, если
{\displaystyle \sum \mathbb {E} {\frac {\xi _{n}^{2}}{1+|\xi _{n}|}}<\infty ,}
то ряд {\displaystyle \sum \xi _{n}} сходится с вероятностью единица.

## Пример
В качестве примера рассмотрим случайный гармонический ряд:
{\displaystyle \sum _{n=1}^{\infty }\pm {\frac {1}{n}}}
где «{\displaystyle \pm }» означает, что знак каждого члена {\displaystyle 1/n} выбран случайно, независимо, и с вероятностями {\displaystyle 1/2}, {\displaystyle 1/2}. Выбрав в качестве {\displaystyle \xi _{n}} ряд, членами которого являются {\displaystyle 1/n} и {\displaystyle -1/n} с равными вероятностями, легко убедиться, что он удовлетворяет условиям теоремы и сходится с вероятностью единица. C другой стороны, аналогичный ряд обратных квадратных корней со случайными знаками:
{\displaystyle \sum _{n=1}^{\infty }\pm {\frac {1}{\sqrt {n}}},}
расходится с вероятностью единица, так как ряд {\displaystyle \sum D\xi _{n}^{c}} расходится.